# Texas Aces
Texas Aces é a denominação coloquial para o grupo de candidatas do Estado do Texas que venceu de forma consecutiva o Miss USA e representou os EUA no concurso Miss Universo entre 1985 e 1989. Até essa época, nenhum outro Estado americano chegou a tal feito.
Até os anos 80, nenhum outro Estado americano venceu mais do que duas edições do Miss USA (os dois únicos a fazerem isso foram Virgínia, entre 1969-70, e Illinois, em 1973-74). Todas as cinco "Aces" foram preparadas e coordenadas pela dupla conhecida como "GuyRex", Richard Guy e Rex Holt, que assumiu a franquia do Miss Texas USA em 1975. O termo foi usado pela primeira vez em 1988 depois de Courtney Gibbs conquistar para o Estado o quarto título consecutivo na disputa nacional, ao qual Guy se referiu como "quatro ases numa mesa de cartas", e sua quinta vencedora, Kim Jones (1977) foi colocada como wildcard. Em 1989, Gretchen Polhemus fez sua quinta e última "ace". O termo continua em uso.
Além do Texas, "GuyRex" ficou também com a franquia do Miss Califórnia USA a partir de 1986. Em 1988, a californiana Diana Magnaña ficou em segundo lugar no concurso vencido por Gibbs, a quarta "ace". Ambas tiveram preaparção intensiva da dupla e moraram juntas antes do Miss USA 1988.
As cinco "Aces" foram:
- Laura Martinez-Herring (semifinalista, top 10 no Miss Universo 1985)
- Christy Fichtner (segunda colocada no Miss Universo 1986)
- Michelle Royer (terceira colocada no Miss Universo 1987)
- Courtney Gibbs (semi-finalista no Miss Universo 1988)
- Gretchen Polhemus (terceira colocada no Miss Universo 1989)